# Canthidermis
Genre
Canthidermis est un genre de poissons tetraodontiformes, de la famille des Balistidae (« poissons-balistes »).

## Liste d'espèces
Selon FishBase (26 mars 2014), World Register of Marine Species (26 mars 2014) et World Register of Marine Species (26 mars 2014) :
- Canthidermis macrolepis (Boulenger, 1888) - Baliste rude
- Canthidermis maculata (Bloch, 1786)- Baliste rude[4]
- Canthidermis sufflamen (Mitchill, 1815)

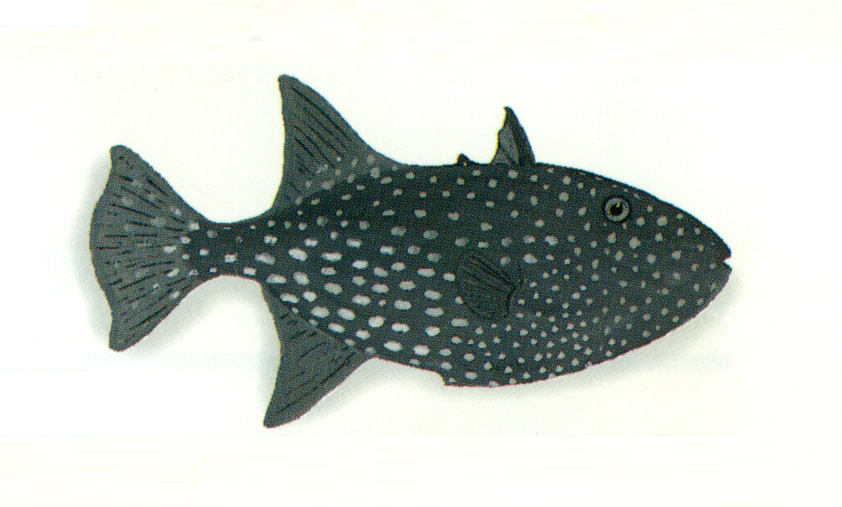
Canthidermis maculata